# Pavel Cojuhari
Pavel Cojuhari (n. 30 august 1927, raionul Rîbnița, RSS Ucraineană, URSS – d. 20 mai 2016, Chișinău, Republica Moldova) a fost un om de stat sovietic moldovean. A fost directorul VDNH (ВДНХ, Выставка достижений народного хозяйства – Expoziția realizărilor economiei naționale) al RSS Moldovenești (RSSM) din Chișinău. A condus, de asemenea, un departament al Ministerului Industriei Alimentare din RSSM.

## Biografie
S-a născut în satul Plopi din raionul Rîbnița, RASS Moldovenească, URSS (acum în Transnistria, Republica Moldova). 
După război (1944), a fost numit comandant al unui pluton care avea drept scop prinderea sabotorilor și dezertorilor.
În 1946 a absolvit școala de ofițeri a Ministerului Afacerilor Interne al URSS din Chișinău, care pregătea ofițeri de contraspionaj.
Din 1949 până în 1953 a slujit în trupele de frontieră de la Lipcani, pentru serviciu a fost decorat cu medalia „Pentru distincție în paza frontierei de stat a URSS”. Din 1953 până în 1955, după demobilizare, a fost numit instructor al comitetului raional de partid din Lipcani.
În 1955 a fost ales președinte al fermei colective Пограничник („Grănicerul”) din satul Larga, raionul Briceni, care la acea vreme avea doar 53 de ruble în contul său, 3 mașini distruse, 4 tractoare și 35 de copeici pe zi lucrătoare. În 1971, drept recunoaștere a meritelor sale în conducerea fermei, i-a fost acordat titlul de Erou al Muncii Socialiste, în acel moment, ferma avea deja 8,5 milioane de ruble în active.
În 1972 a fost convocat la biroul Comitetului Central al Partidului Comunist din Moldova, unde Ivan Bodiul l-a „recomandat” personal în calitate de director al VDNH (acum Moldexpo). În perioda conducererii sale, timp de 2 ani au fost construite noi pavilioane, expozițiile au fost complet renovate, zona expozițională a fost amenajată și a fost plantată o grădină. 
În anii 2000 a fost președinte al Asociației Eroilor Muncii Socialiste din Republica Moldova (RM), membru al Consiliului Republican al Veteranilor din RM.
În 2011 a fost distins cu Ordinul de Onoare, „pentru munca îndelungată și prodigioasă, contribuția remarcabilă la dezvoltarea social-economică a țării și cu prilejul Zilei internaționale a oamenilor în vîrstă”.